# Jugolira
De Jugolira was de munteenheid van 1945 tot 1949 die Joegoslavië introduceerde in bezet gebied in Noord-Italië. Hiermee verving de jonge Socialistische Federale Republiek Joegoslavië, opvolger van het koninkrijk Joegoslavië, hier de Italiaanse lire van het ter ziele gegane koninkrijk Italië. 

## Naam
- Lira triestina of de lire van de stad Triëst. Deze naam is misleidend want de munt werd nooit gebruikt in Triëst.
- Jugolira. In de spreektaal ging het om de Joegoslavische lire of de lire (Italiaans: lira) opgelegd door de Joegoslaven.

## Historiek
Aan het einde van de Tweede Wereldoorlog bezette Joegoslavië het oosten van de Italiaanse regio Venezia-Giulia-Istria (1945). De Joegoslaven annexeerden vervolgens het grootste deel, met uitzondering van de vrije zone Triëst (1947). De vrije zone Triëst werd door het vredesverdrag tussen Italië en Joegoslavië (1947) ingedeeld in twee delen. Zone A bevatte de stad Triëst zelf en was in handen van de Geallieerden. Zone B was in handen van Joegoslavische troepen. 
Kolonel Vladimir Lenac van het Joegoslavische leger legde de Jugolira reeds op in 1945. De Italiaanse lire had geen waarde meer en Italiaanse families verarmden op slag. Dit betekende een economische machtsgreep door de Joegoslaven in bezet gebied. De Jugolira droeg bij tot een afkeer van de Italianen voor de Joegoslavische bezetting. De munt werd uitgegeven door de Banca per l’Economia per l’Istria, Fiume e il Littorale Sloveno (Italiaans) of Gospodarska Bank za Istro (Sloveens). De hoofdzetel van de bank was in Capodistria (Italiaans) of Koper (Sloveens), de hoofdplaats van zone B. De Geallieerden erkenden deze bank niet noch de gebruikte munt in zone B. In 1949 ging de bank op in de Nationale Bank van Joegoslavië; de Joegoslavische dinar nam de plaats in van de Jugolira. 
Feitelijk bleef zone B rechtstreeks bestuurd door de Joegoslaven, een situatie die juridische erkenning kreeg in de Verdragen van Osimo (1975).